# Kuziembietjewo
Kuziembietjewo (ros. Кузембетьево) – wieś (sieło) w Rosji, w Tatarstanie, w rejonie mienzielińskim. W 2010 liczyła 786 mieszkańców.